# ГЕРБ – СДС
ГЕРБ – СДС е политическа коалиция между ГЕРБ, Съюза на демократичните сили (СДС) и Движението „Гергьовден“, ръководена от председателя на ГЕРБ – Бойко Борисов. Тя е създадена през 2019 г. с цел общо участие на двете партии на изборите за Европейския парламент в България през 2019 г., а след това на местните избори в България през 2019 г.
На парламентарните избори през 2023 г. коалицията ГЕРБ – СДС печели първо място с 26,49%. За нея гласуват 669 924 от гласоподавателите, като при разпределението на мандатите съюзът получава 69 от всички 240 места в 49-ото Народно събрание.
На парламентарните избори през 2024 г. коалицията ГЕРБ – СДС печели първо място с 24,71%. За нея гласуват 530 602 от гласоподавателите, като при разпределението на мандатите съюзът получава 68 от всички 240 места в L народно събрание .

## Изборни резултати

### Парламентарни избори
| Година        | Институция | Гласове брой | Разлика | Гласове % | Разлика % | Представители | Място в управлението                                                                                |
| ------------- | ---------- | ------------ | ------- | --------- | --------- | ------------- | --------------------------------------------------------------------------------------------------- |
| април 2021    | НС         | 837 671      | -       | 26,18%    | -         | 75 / 240      | Връща първия проучвателен мандат за съставяне на правителство                                       |
| юли 2021      | НС         | 642 165      | 195 506 | 23,51%    | 2,67%     | 63 / 240      | Връща втория проучвателен мандат за съставяне на правителство                                       |
| ноември 2021  | НС         | 596 456      | 45 709  | 22,74%    | 0,77%     | 59 / 240      | Парламентарна опозиция                                                                              |
| 2022          | НС         | 634 649      | 38 193  | 25,33%    | 2,59%     | 67 / 240      | Съставен и предложен състав на МС с първия проучвателен мандат, неподкрепен от НС                   |
| 2023          | НС         | 669 924      | 35 275  | 26,49%    | 1,16%     | 69 / 240      | Част от управляващото мнозинство с втория мандат на ПП – ДБ                                         |
| юни 2024      | НС         | 530 658      | 139 322 | 24,71%    | 1,78%     | 68 / 240      | |
| октомври 2024 | НС         | 642 521      | 111 863 | 26,36%    |           | 66 / 240      | Съставя редовно правителство с премиер Росен Желязков в коалиция с БСП-ОЛ и ИТН с подкрепата на АПС |

### Европейски избори
| Година | Институция | Гласове брой | Разлика | Гласове % | Разлика % | Представители | Място в управлението     |
| ------ | ---------- | ------------ | ------- | --------- | --------- | ------------- | ------------------------ |
| 2019   | ЕП         | 607 194      | -       | 31,07%    | -         | 6 / 17        | Управляваща партия с ЕНП |
| 2024   | ЕП         | 474 059      | 133 135 | 23,55%    | 7,52%     | 5 / 17        | Управляваща партия с ЕНП |

## Вижте още
- Списък на политическите коалиции в България